# João de Freitas Branco
João Freitas Branco ComSE (Lisboa, 10 de Janeiro de 1922 — Oeiras, Caxias, 17 de Novembro de 1989) foi um musicólogo e matemático português.

## Biografia
Filho único de Luís de Freitas Branco, compositor português, e de Maria Clara Dambert Filgueiras, de ascendência franco-belga, sobrinha do maestro Luís Filgueiras. Desde criança dedicou-se ao estudo da música, tendo começado a ajudar o seu pai, em 1938, como crítico musical do jornal O Século.
Frequentou e concluiu o curso do Conservatório Nacional de Lisboa, ao longo do qual teve oportunidade de participar em vários recitais. Em 1944 iniciou funções de assistente de programas musicais na Emissora Nacional. Tendo concluído nesse mesmo ano a Licenciatura em Ciências Matemáticas participou no grupo de investigação matemática dirigido por Rui Luís Gomes. Em 1948 fez parte do grupo que fundou a Juventude Musical Portuguesa. Em 1956 criou o programa de rádio "O Gosto pela Música" na Emissora Nacional, que durou 29 anos sem interrupção. Dos seus gostos pessoais, tornados públicos, podem - se referir o futebol e a paixão pelo meio rural que o levou a mudar-se, em 1957, para Caxias, Portugal.
Publicou diversas obras na área musical, traduziu outras. Prefaciou alguns livros e escreveu inúmeros artigos. Acompanhou Stravinski enquanto este esteve em Lisboa e pode ter longas conversas com ele. Conheceu pessoalmente outras figuras cimeiras da criação musical do século XX. Em 1967 regeu um curso de História da Música na Exposição Mundial (Canadá) e também na Fundação Gulbenkian. Foi director do Teatro de São Carlos de 1970 a 1974. A 10 de Julho de 1970 foi feito Comendador da Ordem Militar de Sant'Iago da Espada. Recebeu o título de Doutor Honoris Causa em Filosofia pela Universidade Humboldt de Berlim.
Apesar de ter ocupado lugares de chefia em organizações culturais do Estado Novo, surpreendentemente, no pós-25 de Abril de 1974, revelou-se um ardente comunista. Amigo de Vasco Gonçalves, entre 1974 e 1975 foi Director-Geral dos Assuntos Culturais e Secretário de Estado da Cultura e Educação Permanente. Em 1985 regressou ao Teatro Nacional de São Carlos como Administrador-Director Artístico e da Produção, e em 1987 foi-lhe atribuída a Medalha de Mérito da Secretaria de Estado da Cultura. Segundo Jorge Calado, do Instituto Superior Técnico, "João de Freitas Branco foi sem dúvida o grande educador musical dos portugueses".

## Alguns livros ou outros textos de sua autoria publicados em Portugal
- 2005 Camões e a música, segunda edição com prefácio de João Maria de Freitas Branco
- 1999 Chopin um improviso em forma de diálogo.
- 1995 História da Música Portuguesa, com org. fixação de texto pref. e notas de João Maria de Freitas Branco.
- 1982 Camões e a música.
- 1979 A música na obra de Camões.
- 1972 Viana da Mota uma contribuição para o estudo da sua personalidade e da sua obra, pref. António Sérgio.
- 1960 Alguns aspectos da música portuguesa contemporânea.
- 1959 História da música portuguesa.

## Traduções suas de obras estrangeiras
- 1972  Concertos para jovens, de Leonard Bernstein, trad. pref., notas João de Freitas Branco.
- 1949  Sinfonia , de Ralph Hill, trad. João de Freitas Branco.
- 1965  Panorama da Arte Musical Contemporânea " de Claude Samuel, trad. pref. e um capítulo sobre música portuguesa contemporânea